# Dry (banda)
Dry es un dúo de música Cantopop de Hong Kong, formada entre 1997 y 1998 con Mark Lui (chino: 雷頌德) y Stephen Fung (chino: 馮德倫) como compañeros de una banda musical. El grupo se formó cuando Mark decidió crear una banda con él y otra persona más. Después de conocer a Stephen, acordaron iniciar para formar un dúo musical, para luego firmar un contrato con el sello "Universal Music". Un año después que se formaron, decidieron separarse para seguir cada uno sus carreras en solitarios. Mark continuó su carrera como compositor para muchos artistas del género Cantopop como Leon Lai y Miriam Yeung. Mientras que Stephen comenzó su carrera en la actuación y más adelante produjo y dirigió películas en Hong Kong, como "Enter Fénix".
Incluso el dúo sólo duró alrededor de un año, ellos han producido 3 álbumes de estudio y un álbum recopilatorio.

## Discografía
| Álbum # | Información                                                                                  |
| ------- | -------------------------------------------------------------------------------------------- |
| 1st     | Dry One - Released: 1997 - Label: Universal Music                                            |
| 2nd     | Dry Two - Release Date: 1998 - Label: Universal Music                                        |
| 3rd     | Dry Free - Release Date: 1 de octubre de 1998 - Label: Universal Music                       |
| 4th     | Dry & Friends Music Is Alive - Release Date: 1 de noviembre de 1998 - Label: Universal Music |

## Premios
| Año  | Ceremonia                          | Premio        | Resultado    | Referencias |
| ---- | ---------------------------------- | ------------- | ------------ | ----------- |
| 1997 | 1997 Jade Solid Gold Top 10 Awards | Best Newcomer | Bronze Award | [ 1 ]       |

1. ↑  «1997 Jade Solid Gold Top 10 Awards» (en chino). TVB. Consultado el 8 de abril de 2011.

- Datos: Q15929198